# Kirchberg (Rhein-Hunsrück)
Kirchberg é uma cidade da Alemanha localizado no distrito de Rhein-Hunsrück, estado da Renânia-Palatinado.
É membro e sede do Verbandsgemeinde de Kirchberg.